# 盧儀
盧儀（1455年—？），字正夫，四川重慶府合州人，民籍，明朝政治人物。

## 生平
四川鄉試第十四名舉人，弘治六年（1493年）中式癸丑科會試第一百十三名，二甲第八十四名進士。任山西道監察御史。

## 家族
曾祖盧仲成；祖父盧倫；父盧汝恭，義官。母蔣氏。